# Урочище «Суха Грядь» (пам'ятка природи)
Уро́чище «Суха́ Грядь» — ботанічна пам'ятка природи місцевого значення в Україні. Розташована в межах Ріпкинського району Чернігівської області, на північ від села Нові Яриловичі і на північний схід від села Скиток. 
Площа 3,2 га. Статус присвоєно згідно з рішенням Чернігівського облвиконкому від 04.12.1978 року № 529; від 27.12.1984 року № 454; від 28.08.1989 року № 164. Перебуває у віданні ДП «Добрянське лісове господарство» (Новояриловицьке л-во, кв. 3). 
Статус присвоєно для збереження частини лісового масиву з високопродуктивними насадежнями сосни. 